# Pelochyta cervina
Pelochyta cervina är en fjärilsart som beskrevs av Edwards 1884. Pelochyta cervina ingår i släktet Pelochyta och familjen björnspinnare. Inga underarter finns listade i Catalogue of Life.